# NGC 5181
NGC 5181 é uma galáxia lenticular (S0) localizada na direcção da constelação de Virgo. Possui uma declinação de +13° 18' 16" e uma ascensão recta de 13 horas, 29 minutos e 41,9 segundos.
A galáxia NGC 5181 foi descoberta em 29 de março de 1830 por John Herschel.